# Distretto di Tepelenë
Il distretto di Tepelenë (in albanese Rrethi i Tepelenës) era uno dei 36 distretti amministrativi dell'Albania. 
La riforma amministrativa del 2015 ha suddiviso il territorio dell'ex-distretto in 2 comuni: Tepelenë e Memaliaj

## Geografia antropica

### Suddivisioni amministrative
Il distretto comprendeva 2 comuni urbani e 8 comuni rurali.

#### Comuni urbani
- Memaliaj
- Tepelenë

#### Comuni rurali
- Buz
- Krahës (Krahëz)
- Kurvelesh
- Lopës (Lopez)
- Luftinjë
- Memaliaj Fshat (Fshat Memaliaj, Memeliaj Fshat)
- Qendër Tepelenë (Qendër Libohovë)
- Qesarat